# Sumida Triphony Hall

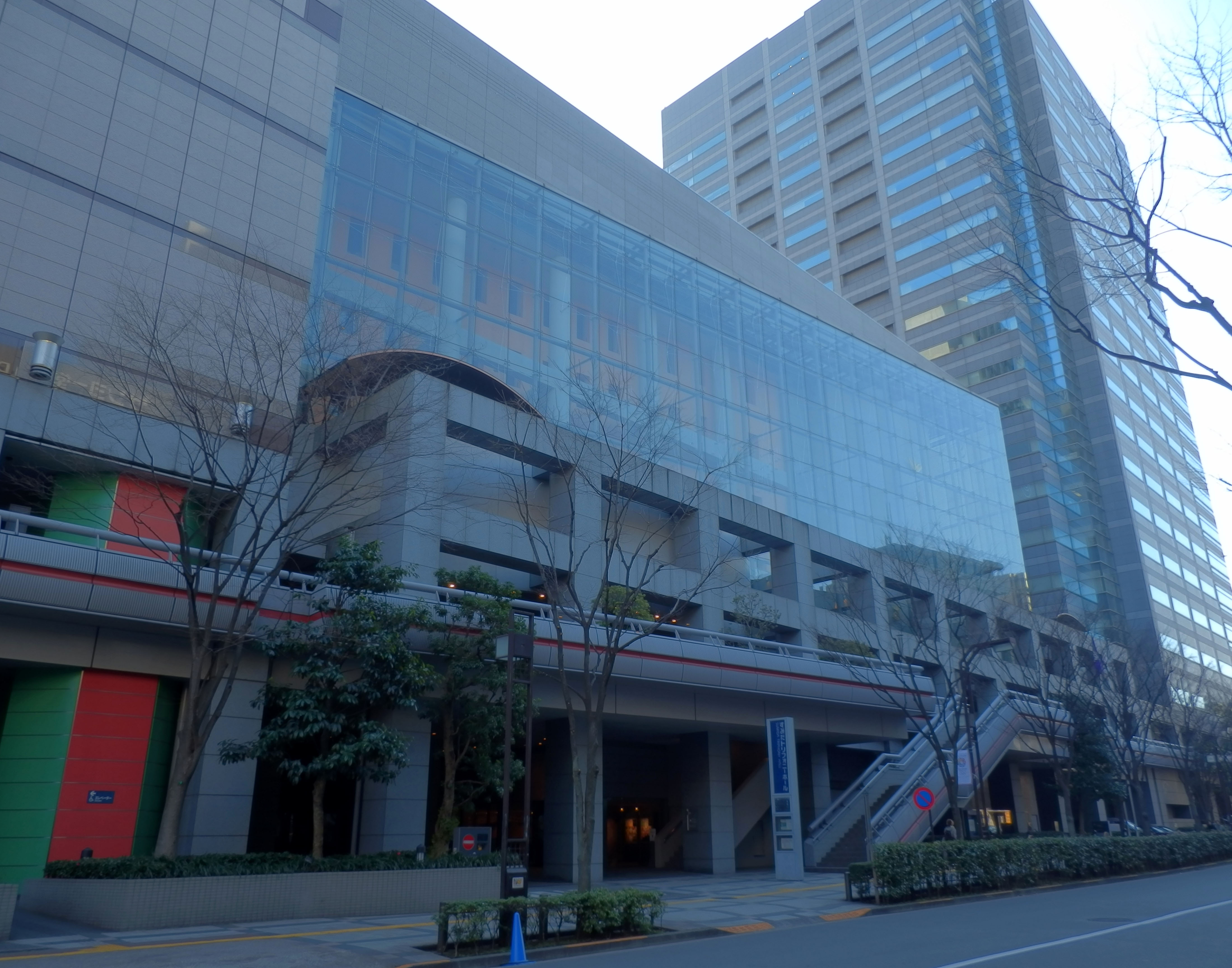
Die Sumida Triphony Hall in Tokio

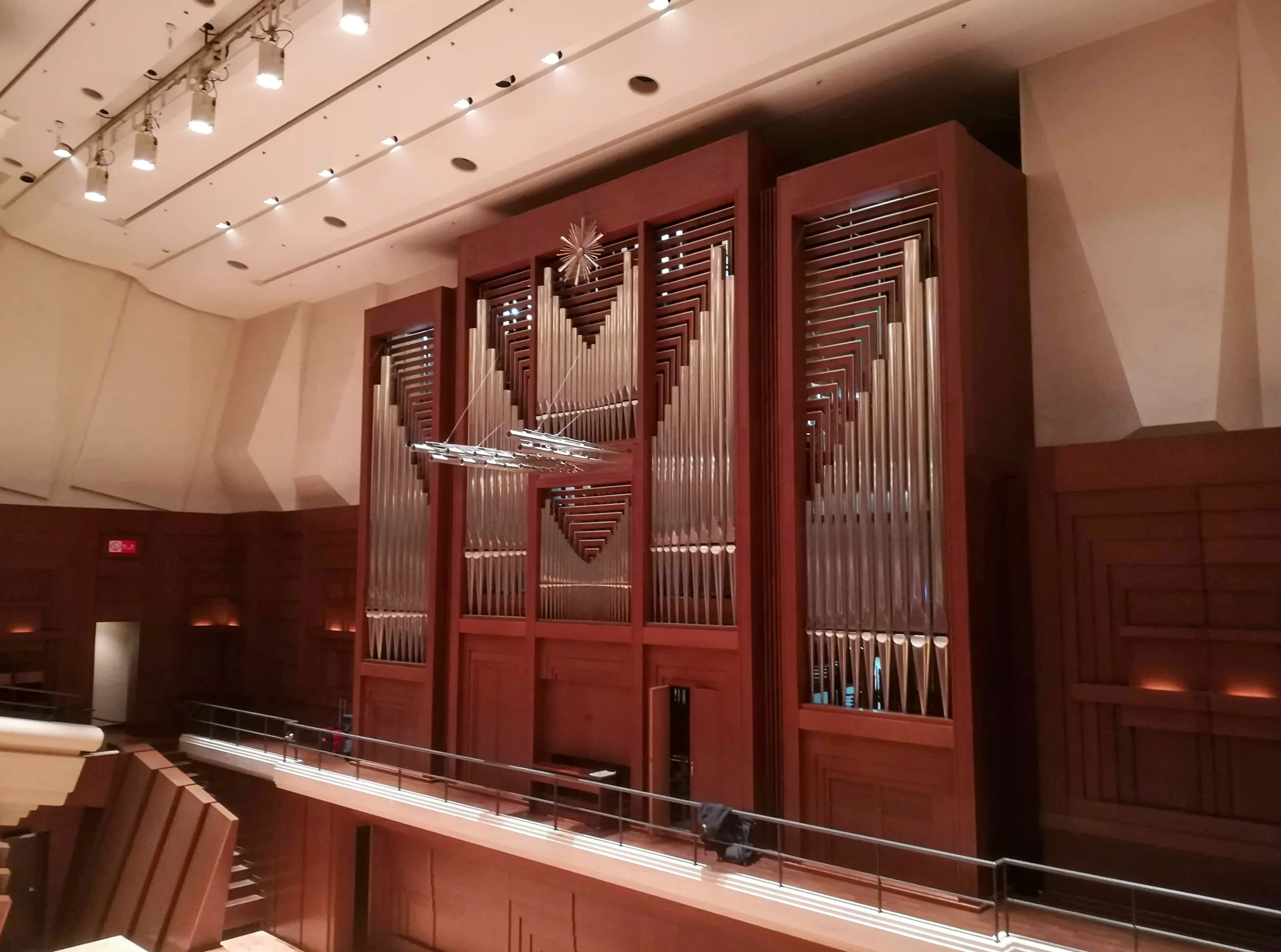
Jehmlich-Orgel

Die Sumida Triphony Hall (jap. すみだトリフォニーホール, Sumida Torifonī Hōru) ist ein 1997 in Kinshi, im Stadtbezirk Sumida, Tokio eröffnetes Konzerthaus. Das Konzerthaus besitzt einen großen Saal mit 1801 zugelassenen Plätzen bzw. 1601 Plätze, wenn der Orchestergraben verwendet wird. Davon befinden sich 761 Plätze auf zwei Emporen. Der zweite, kleine Saal umfasst 252 Sitzplätze. Der große Saal dient vor allem dazu klassische Musik aufzuführen; er ist zugleich der Hauptspielort des „Neuen Japanischen Philharmonieorchesters“ (englisch New Japan Philharmonic). Neben den beiden Sälen verfügt das Konzerthaus über drei unterschiedliche Proberäume für bis zu 30 Musiker und über eine Orgel der Dresdener Firma Jehmlich mit 4735 Orgelpfeifen. Die Sumida Triphony Hall wurde vom japanischen Architekturbüro Nikken Sekkei geplant und für 19.960 Mio. Yen gebaut.